# 木槿并盾介殼蟲
木槿并盾介殼蟲（学名：[Pinnaspis hibisci] 错误：{{Lang}}：文本有斜体标记（帮助））为盾介殼蟲科并盾介殼蟲屬下的一个种。